# 문영미 (1964년)
| 문영미    | 문영미 |
| 개인 정보 | 개인 정보                                                                                                 |
| --------- | --- |
| 출생      | 1964년 미국 조지아주 애틀랜타                                                                             |
| 학력      | 서울 외국인 고등학교 예일대학교 정치학 학사 스탠포드 대학교 정치학 석사 스탠포드 대학교 커뮤니케이션 박사 |

문영미(1964년~ )는 하버드 경영대학원(MBA)의 한국인 최초, 아시아 여성 최초의 종신(tenure) 교수.

## 생애
1964년 조지아주 애틀랜타에서 출생한 문 교수는 고교재학 당시 부모를 따라 귀국 서울 외국인 고등학교 졸업 후 다시 도미했다. 이후 예일 대학교에 진학해 정치학을 전공했으며 스탠포드 대학원에서 정치학 석사 학위를 받았다. 문 교수는 석사 학위 취득 후 85년부터 90년까지 샌프란시스코의 NBC 방송국에서 뉴스 PD로 일하기도 했다. 이후 스탠포드 박사 과정에 다시 진학해 93년 커뮤니케이션 박사 학위를 취득했다. 문 교수는 현재 하버드 비즈니스 스쿨의 MBA프로그램에서 소비자 마케팅 경영인 교육 프로그램에서 소비자 마케팅 전략 전략적 마케팅 매니지먼트 등의 과목을 맡아 강의하고 있으며 2005년과 2006년에는 학생들이 뽑은 '베스트 티쳐'상을 2년 연속 수상하기도 했다.

## 저서
2011년 디퍼런트(Different)